# شاو بنج
شاو بنج (بالصينية: 邵兵) هو ممثل صيني، ولد في 15 فبراير 1968 في الصين.

## وصلات خارجية
- شاو بنج على موقع IMDb (الإنجليزية)
- شاو بنج على موقع أول موفي (الإنجليزية)
- شاو بنج على موقع قاعدة بيانات الفيلم (الإنجليزية)